# Kasilag, Pernik
Kasilag (în bulgară Касилаг) este un sat în comuna Radomir, regiunea Pernik,  Bulgaria. 

## Demografie
Componența etnică a satului Kasilag
     Bulgari (100%)
     Nicio identificare (0%)
     Altele (0%)
La recensământul din 2011, populația satului Kasilag era de 51 locuitori. Din punct de vedere etnic, toți locuitorii erau bulgari.